# Satureja khuzistanica
Satureja khuzistanica là một loài thực vật có hoa trong họ Hoa môi. Loài này được Jamzad miêu tả khoa học đầu tiên năm 1994.